# Channamanahalli, Ramanagara
Channamanahalli là một làng thuộc tehsil Ramanagara, huyện Ramanagara, bang Karnataka, Ấn Độ.